# 8A busz (Miskolc)
A miskolci 8A-s buszjárat a Repülőtér/BOSCH és Tiszai pu. kapcsolatát látja el. Ezalatt érint olyan fontos megállókat is, mint például a Repülőter, a Gömöri pályaudvar és a Tiszai pályaudvar.
A végállomások közti távot körülbelül 11-12 perc alatt teszi meg.

## Útvonala
| Repülőtér/BOSCH – Tiszai pu.                                                                                          | Tiszai pu. – Repülőtér/BOSCH                                                                                          |
| --- | --- |
| - Repülőtér/BOSCH - Repülőtéri út - Besenyői út - József Attila út - Baross Gábor utca - Kandó Kálmán tér - Tiszai pu | - Tiszai pu - Kandó Kálmán tér - Baross Gábor utca - József Attila út - Besenyői út - Repülőtéri út - Repülőtér/BOSCH |

## Megállóhelyei
| 0  | Repülőtér/BOSCH végállomás | 12 | 8, 12, 14, 20, 24, 36, 54, 240 | Repülőtér, Autóbusz-állomás, Szentpéteri kapui temető, OBI Áruház, Robert Bosch Park, Miskolci Nagybani Piac |
| 2  | Repülőtér megállóhely      | 11 | 240 | Repülőtér |
| 3  | Északi iparterület         | 10 | | |
| 4  | Zsarnai telep              | 8  | | Zsarnai telep                                                                                                |
| 5  | Sajószigeti út             | 7  | | |
| 6  | Sajórajáró út              | 6  | | |
| 7  | Vágóhíd utca               | 5  | | |
| 8  | Gömöri pályaudvar          | 4  | 32 Miskolc–Bánréve–Ózd, Miskolc–Tornanádaska | Gömöri pályaudvar                                                                                            |
| ∫  | Baross Gábor utca          | 3  | 7 | |
| 10 | Üteg utca                  | 2  | 7, 101B | Kós Károly Építőipari Szakközépiskola, MÁV Rendelő, Selyemréti Strandfürdő                                   |
| 12 | Tiszai pályaudvar          | 0  | 1, 1A, 2 1, 3, 3A, 21, 30, 31, 101B Hatvan–Miskolc–Szerencs–Sátoraljaújhely, Tiszaújváros–Nyékládháza, Miskolc–Hidasnémeti, Miskolc–Bánréve–Ózd, Miskolc–Tornanádaska | Tiszai pályaudvar                                                                                            |

## Kapcsolódó oldalak
- 8-as busz (Miskolc)
- 8B busz (Miskolc)